# Жеребёнки
Жеребёнки (удм. Чуньыгурт) — деревня в Завьяловском районе Удмуртской Республики Российской Федерации.

## География
Находится у ручья Жеребеновский, в 21 км к юго-востоку от центра Ижевска и в 12 км к югу от Завьялово.

## История
До 25 июня 2021 года входило в состав Бабинского сельского поселения, упразднённое в связи с преобразованием муниципального района в муниципальный округ.

## Население
| 2010 | 2012 |
| ---- | ---- |
| 23   | ↘21  |

## Инфраструктура
Личное подсобное хозяйство, два СНТ.

## Транспорт
Деревня доступна по просёлочным дорогам.  